# Mare Nostrum

Mare Nostrum im Jahr 117 (Römische Kaiserzeit)

Mare Nostrum (lateinisch für „unser Meer“) war ein römischer Name und die Bezeichnung für das Mittelmeer, auch mare internum genannt.

## Geschichte
Der Begriff mare nostrum wurde ursprünglich von den Römern verwendet und bezog sich auf das gesamte Tyrrhenische Meer, nach der Eroberung von Sizilien, Sardinien und Korsika während der Punischen Kriege mit Karthago. Um 30 vor Christus dehnte sich die römische Herrschaft über die Iberische Halbinsel bis nach Ägypten aus und der Name mare nostrum wurde von den Römern auch für den restlichen Teil des Mittelmeers verwendet. Nach dem Untergang des Römischen Reiches (476/480) im Westen und dem Übergang zum Byzantinischen Reich im Osten (frühes 7. Jahrhundert) geriet die Bezeichnung mare nostrum in Vergessenheit.

## Verwendung des Begriffs durch italienische Nationalisten
Durch den Aufstieg des italienischen Nationalismus in den 1880er Jahren wurde die Forderung nach der Einrichtung eines italienischen Kolonialreiches erhoben. Der Begriff wurde als Erstes vom Italienischen Schriftsteller Gabriele d’Annunzio im Rahmen seiner nationalistischen Vorstellungen wiederverwendet.

## Verwendung des Begriffs im faschistischen Italien
Der Begriff mare nostrum  wurde 1939 erneut von Benito Mussolini für den Einsatz in der faschistischen Propaganda benutzt. Mussolini beanspruchte die Nachfolge des Römischen Reiches und glaubte, dass Italien der mächtigste Staat der Mittelmeerländer nach dem Ersten Weltkrieg sei. Er erklärte, „das zwanzigste Jahrhundert wird ein Jahrhundert der italienischen Macht“, und stellte eine der mächtigsten Flotten der Welt auf die Beine, um das mare nostrum (Mittelmeer) zu kontrollieren.

## Zeitgenössische Verwendung des Begriffs
Nachdem im Herbst 2013 binnen weniger Tage 400 Flüchtlinge im Mittelmeer ertranken, organisierte Italien die Marineoperation Mare Nostrum.